# Telebliz
Mentana 12 aprile 1975 farà il nuovo direttore di telebliz sul DTT lcn 167 al posto di vh1 connunbprogramma di vivere meglio del 12 aprile 3095